# 黄布凡
黄布凡（1933年8月—2021年3月6日），本名黄不凡，女，江西兴国人，中国民族语言学家，中央民族大学教授。

## 生平
1950年7月毕业于江西省立上饶中学，1950年9月考入南昌大学俄语系。1951年3月被保送至北京大学东方语文系学习藏语。1951年5月合并至中央民族学院语文系藏语专业。1953年毕业并留校从事教学和研究工作。1980年至1993年，任语言所藏缅语研究室主任。1992年晋升教授。1996年退休。1997年、1999年应聘为台湾国立清华大学语言学研究所客座教授。2002年应聘为台湾中央研究院历史语言研究所客座研究员。
1950年代曾参加中国科学院组织的语言调查，赴青海省调查土族语言和蒙语。1980年代后主要从事古藏语和藏缅语的研究和教学工作。
2021年3月6日在北京逝世。

## 著作
主编《藏缅语族语言词汇》（中央民族学院出版社，1992年）。
专著《拉坞戎语研究》《川西藏区的语言》《藏语藏缅语研究论集》。
合著《羌语研究》《汉藏语概论》《普通语言学》《藏缅语十五种》《藏缅语新论》《电脑辅助汉藏语词汇和语音研究》等。